# Eyprepocnemis alacris
Eyprepocnemis alacris is een rechtvleugelig insect uit de familie veldsprinkhanen (Acrididae). De wetenschappelijke naam van deze soort is voor het eerst geldig gepubliceerd in 1838 door Serville.